# The Metal Opera Part II
The Metal Opera Part II – drugi album grupy muzycznej Avantasia, wydany został 29 października 2002 roku.

## Lista utworów
Opracowano na podstawie materiału źródłowego.
1. "The Seven Angels" – 14:17
2. "No Return" – 4:29
3. "The Looking Glass" – 4:53
4. "In Quest For" – 3:54
5. "The Final Sacrifice" – 5:02
6. "Neverland" – 5:00
7. "Anywhere" – 5:29
8. "Chalice of Agony" – 6:00
9. "Memory" – 5:44
10. "Into the Unknown" – 4:29

## Twórcy
Opracowano na podstawie materiału źródłowego.

- Tobias Sammet – śpiew, instrumenty klawiszowe, aranżacje
- Henjo Richter – gitara elektryczna
- Markus Grosskopf – gitara basowa
- Alex Holzwarth – instrumenty perkusyjne
- śpiew w utworze pt. "The Seven Angels"
  - André Matos
  - David DeFeis
  - Kai Hansen
  - Michael Kiske
  - Oliver Hartmann
  - Rob Rock
  - Timo Tolkki
- śpiew w utworze pt. "No Return"
  - André Matos
  - Michael Kiske
- śpiew w utworach "The Looking Glass" i "In Quest For"
  - Bob Catley
- śpiew w utworze pt. "The Final Sacrifice"
  - David DeFeis
- śpiew w utworze pt. "Neverland"
  - Rob Rock
- śpiew w utworze pt. "Chalice Of Agony"
  - André Matos
  - Kai Hansen
- śpiew w utworze pt. "Memory"
  - Ralf Zdiarstek
- utwór pt. "Into The Unknown"
  - Sharon den Adel – śpiew
  - Timo Tolkki – gitara elektryczna
  - Eric Singer – instrumenty perkusyjne
  - Norman Meiritz – gitara elektryczna
  - Tobias Sammet – gitara basowa